# Marihat Raja
Marihat Raja is een bestuurslaag in het regentschap Simalungun van de provincie Noord-Sumatra, Indonesië. Marihat Raja telt 1137 inwoners (volkstelling 2010).